# Изюмская женская гимназия
Изюмская женская гимназия — учебное заведение, которое существовало в городе Изюме с 1870-х годов (сначала как прогимназия, затем — как гимназия) до 1918 года. Сейчас в здании Изюмской женской гимназии расположено поликлиническое отделение Изюмской центральной городской больницы. Здание внесено в список памятников архитектуры местного значения.
Архитектор — Михаил Иванович Ловцов. Здание выполнено в историческом направлении — эклектика.
Находится по адресу: ул. Покровская, 34, г. Изюм, Харьковская область.

## История
Предыстория Изюмской женской гимназии связана с историей изюмского женского училища. 30 мая 1858 было утверждено «Положение о женских училищах ведомства министерства народного просвещения». Согласно «Положению» женские училища делились на разряды шестилетних и трехлетних. В училищах второго разряда воспитанницам преподавали Закон Божий, сокращенную грамматику русского языка, сокращенную русскую историю, географию, основы арифметики, чистописание и рукоделие. Женское училище в городе Изюм открылось 19 февраля 1861. Отмечалось, что:

 «… В городе Изюме предположено открыть женское училище 2-го разряда в будущем 1861 году.» В училище 2-го разряда обучалось 39 девушек, преимущественно дети дворянского сословия. Предводитель дворянства Антонов. 
В 1870 году открыта женская прогимназия с шестилетним сроком обучения (пять основных классов, шестой — дополнительный). Она находилась в доме Протопопова (угол нынешней Соборной и Центральной площади).
В 1899 году открыла двери женская гимназия, которая насчитывала 7 классов, а восьмой был педагогическим. Девушкам, которые закончили полный курс, присваивалось звание домашней учительницы, учительницы народных школ. Воспитанницы изучали такие предметы, как Закон Божий, а также русский язык и литературу, историю, математику, географию, один новый и один давний язык; также девушкам преподавали рукоделие, рисование, музыку, пение и танцы.

В здании, где когда-то была женская гимназия, сейчас поликлиника

Для улучшения материально-технической базы в 1903 году по проекту архитектора М. И. Ловцова построено здание женской гимназии на тогдашней Соборной площади.
Вспоминая про Изюмскую женскую гимназию, краевед В. Авилов отмечал:

 «Для того, чтобы построить здание, пришлось засыпать край (устье) Невенчаного Яра, который тянулся чуть ли не до половины двора дома Городской управы. Для засыпания яра землю брали с валов крепости вдоль всей Пушкинской улицы и других участков крепости. Паркетный пол, подоконники, окна, двери, люстры и часть строительного леса были взяты с дворца Лонгинова с. Капитоловка. Первым начальником женской гимназии была Рославлева (Лескевич)
 Вероника Васильевна, а после ее смерти — Жигайлова. Председателем педагогического совета была Кузьмицкая А. А., почетная попечительница (жена городского головы) Дементьева М. С. Законоучитель Григорович, учитель естественной истории Бекенев В. А., учительницы: математики — Наседкина Ю. В. французского языка — Гощинская К. И., истории и географии — Нестерова М. В., чистописания — фон Кун Э. Т., приготовительного класса и пения — Оглоблина А. И., рукоделия — Любарская Е. И., мастерица швейного ремесла, музыки — Стефанова А. М., классная надзирательница — Миронова Е. В.».
В 1920—1940-х годах в помещении бывшей гимназии располагался педагогический техникум имени И. Франко.
В годы Второй мировой войны здание было повреждено обстрелом, внутри строение частично выгорело. После освобождения города от немецких войск в здании размещался лагерь для военнопленных, трудившихся на строительных работах.

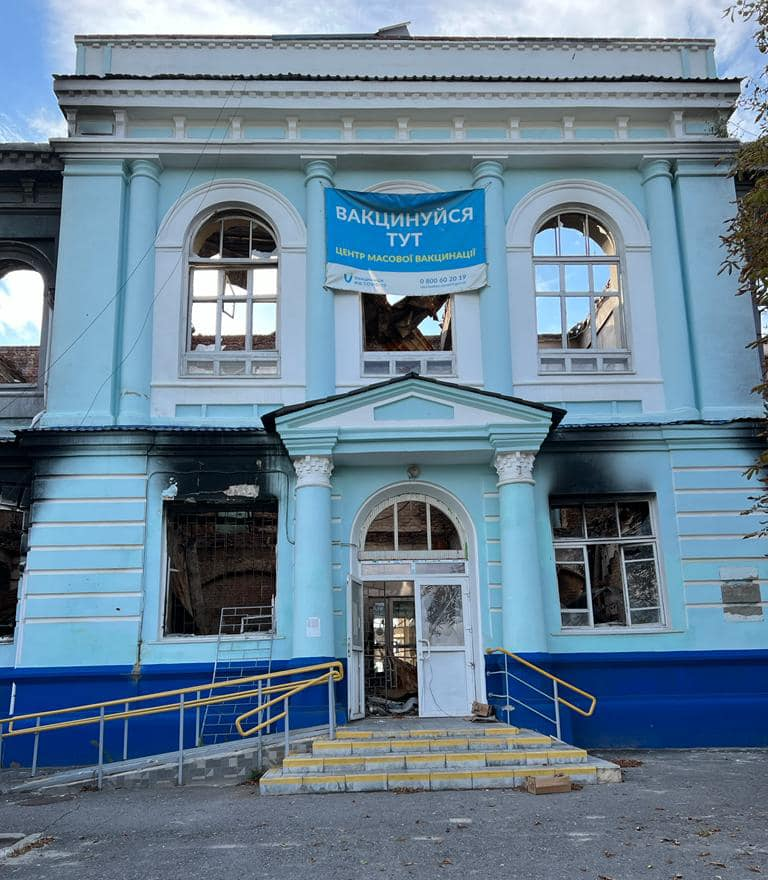
После боёв за Изюм в 2022 году

В середине 1960-х годов здание Изюмской женской гимназии передано городской поликлинике, которая находится здесь и в наше время.